# فريدريك أهيرن
فريدريك أهيرن (بالإنجليزية: Frederick Ahern)‏ هو صانع أفلام أمريكي، ولد في 31 ديسمبر 1907، وتوفي في 28 سبتمبر 1982.